# Meromyza
Meromyza är ett släkte av tvåvingar. Meromyza ingår i familjen fritflugor.

## Bildgalleri

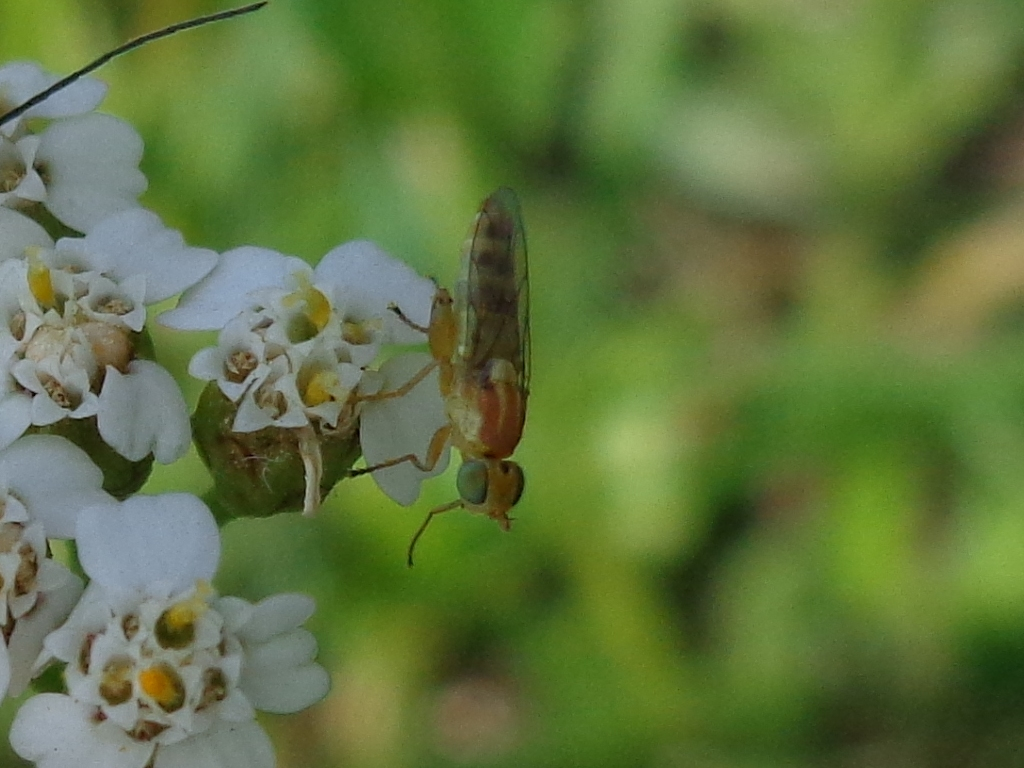
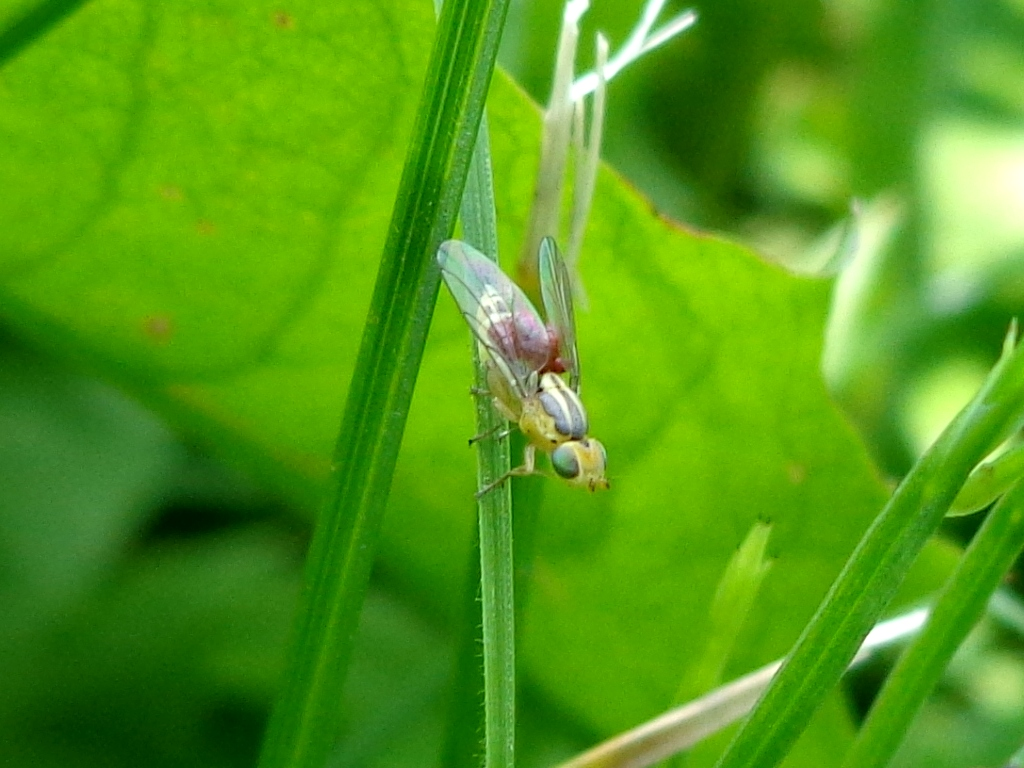

## Dottertaxa tillMeromyza, i alfabetisk ordning[1][2]
- Meromyza acutata
- Meromyza acutifrons
- Meromyza affinis
- Meromyza americana
- Meromyza arizonica
- Meromyza balcanica
- Meromyza bipunctata
- Meromyza bohemica
- Meromyza brevifasciata
- Meromyza canadensis
- Meromyza cephalata
- Meromyza cognata
- Meromyza columbi
- Meromyza communis
- Meromyza congruens
- Meromyza conifera
- Meromyza coronoseta
- Meromyza curvinervis
- Meromyza depressa
- Meromyza eduardi
- Meromyza elbergi
- Meromyza elongata
- Meromyza eugenii
- Meromyza facialis
- Meromyza fedoseevae
- Meromyza femorata
- Meromyza flavipalpis
- Meromyza frontosa
- Meromyza gansuensis
- Meromyza grandifemoris
- Meromyza griseothorax
- Meromyza hispanica
- Meromyza hugoanderssoni
- Meromyza hungarica
- Meromyza incompleta
- Meromyza ingrica
- Meromyza inornata
- Meromyza jakutica
- Meromyza laurelae
- Meromyza lidiae
- Meromyza lindbergi
- Meromyza longicornis
- Meromyza lucida
- Meromyza maculata
- Meromyza marginata
- Meromyza meigeni
- Meromyza mirabilis
- Meromyza modesta
- Meromyza mongolica
- Meromyza mosquensis
- Meromyza mutabilis
- Meromyza nartshukiana
- Meromyza neglecta
- Meromyza neimengensis
- Meromyza nigripes
- Meromyza nigriseta
- Meromyza nigriventris
- Meromyza nigrofasciata
- Meromyza ningxiaensis
- Meromyza nipponensis
- Meromyza obtusa
- Meromyza opacula
- Meromyza orientalis
- Meromyza ornata
- Meromyza pallida
- Meromyza palposa
- Meromyza pilosa
- Meromyza pleurosetosa
- Meromyza pluriseta
- Meromyza pratorum
- Meromyza quadrimaculata
- Meromyza rara
- Meromyza reclinans
- Meromyza rohdendorfi
- Meromyza rostrata
- Meromyza rotundata
- Meromyza rufa
- Meromyza sabroskyi
- Meromyza saltatrix
- Meromyza sibirica
- Meromyza smirnovi
- Meromyza sororcula
- Meromyza stackelbergi
- Meromyza transbaicalica
- Meromyza triangulina
- Meromyza truncata
- Meromyza tshernovae
- Meromyza tuvinensis
- Meromyza variegata
- Meromyza vladimirovae
- Meromyza zachvatkini
- Meromyza zimzerla